# Хоссам Хассан
Хоссам Хассан Хуссейн (араб. حسام حسن, англ. Hossam Hassan Hussein; народився 10 серпня 1966; Каїр, Єгипет) — єгипетський футболіст, нападник. По завершенні ігрової кар'єри — тренер. З 2024 року очолює тренерський штаб збірної Єгипту.
Хассан — один із найтитулованіших гравців в історії футболу, входить до десятки найкращих футболістів Африки XX століття. Хассан захищав кольори національної збірної Єгипту, у складі якої став триразовим володарем Кубка африканських націй (1986, 1998, 2006) і брав участь у чемпіонаті світу 1990 року.
Брат-близнюк Хоссама, Ібрагім, у минулому професіональний футболіст; брати Хассани виступали разом за клуб і національну збірну.

## Біографія

### Клубна кар'єра
Хоссам Хассан є вихованцем каїрського клубу «Аль-Ахлі». В сезоні 1984—85 дебютував за головну команду в Прем'єр-лізі. За «Аль-Ахлі» Хассан виступав з 1984 по 1990 роки; 4 рази виграв національний чемпіонат і двічі став володарем Кубка Єгипту. У 1990 році керівництво грецького клубу ПАОК запропонувало єгипетському нападнику контракт. Але Хоссам погодився на перехід лише за умови, якщо разом із ним буде грати його брат, партнер по «Аль-Ахлі», Ібрагім Хассан. Сезон 1990—91 брати Хассани провели у Греції; Хоссам відіграв 19 матчів і забив 5 голів. У цьому ж сезоні Хассан дебютував в єврокубках — у першому раунді Кубка УЄФА ПАОК зустрічався з іспанською «Севільєю», і після двох матчів, що завершились із рахунком 0:0, поступився у серії післяматчевих пенальті. Влітку 1991 року брати Хассани перейшли до швейцарського «Ксамакса» із Невшателя, в якому і провели наступний сезон. В Національній лізі А в сезоні 1991—92 «Ксамакс» фінішував другим у чемпіонській групі, поступившись двома очками «Сьйону». Також сезон 1991—92 став вдалим для клубу в Кубку УЄФА — «Ксамакс» дійшов до 1/8, де програв мадридському «Реалу». В 1992 році брати знов повернулись в «Аль-Ахлі», який за часи їхньої відсутності не зміг виграти чемпіонства, але з 1994 року ситуація повністю змінилась, і протягом наступних 7 років команда домінувала в лізі. В 1999 році Хассан отримав «золотий бутс» найкращого бомбардира національної першості. У 2000 році 34-річний Хоссам вперше без брата перейшов до іншої команди. В ОАЕ він провів сезон 1999—00 у складі «Аль-Айна» і став чемпіоном країни. У 2000 році брати Хассани знов почали грати в одному клубі, несподівано перейшовши до «Замалека», найбільшого суперника «Аль-Ахлі». Із «Замалеком» Хоссам ще тричі став чемпіоном країни, виграв Кубок Єгипту і став дворазовим володарем новоствореного Суперкубка Єгипту. У 2004 році Хассан перейшов до «Ель-Масрі», в якому і провів наступні два роки. У 2006 році він підписав контракт із клубом «Терсана», а сезон 2007—08 він виступав за «Ель-Іттіхад», що і став останнім у його кар'єрі.

### Кар'єра в збірній
У складі національної збірної Єгипту Хоссам Хассан дебютував у віці 19 років, 10 вересня 1985 року у матчі проти збірної Норвегії в Осло (3:0). Через рік Хассан виступив на Кубку африканських націй 1986, який став переможним для єгипетської команди. У 1990 році Хоссам взяв участь у чемпіонаті світу в Італії, де нападник провів усі матчі без замін. Збірна Єгипту зіграла в нічию 1:1 із Нідерландами, в нічию з Ірландією 0:0 і програла Англії з мінімальним рахунком 0:1, в результаті посіла 3-є місце в групі. Хассан виграв Кубок африканських націй 1998 і 2006.
Останній матч провів 7 червня 2006 року у Каїрі проти Сенегалу (2:1). Загалом зіграв 169 матчів і забив 69 голів — останній показник є національним рекордом.

## Кар'єра тренера
Розпочав тренерську кар'єру невдовзі по завершенні кар'єри гравця, 2009 року, очоливши тренерський штаб клубу «Ітесалат», де пропрацював частину  2009 року. Того ж року уперше став головним тренером «Замалека», тренував цю каїрську команду два роки.
Згодом працював з командами «Ісмайлі» та «Аль-Масрі», а протягом 2013–2014 років очолював тренерський штаб національної збірної Йорданії.
2014 ненадовго повернувся до «Замалека», після чого уклав тренерський контракт з клубом «Аль-Іттіхад» (Александрія). А протягом 2015–2018 років знову тренував «Аль-Масрі».
З 2018 року очолює тренерський штаб команди «Пірамідс».

## Статистика
| Сезон   | Клуб        | Країна    | Ліга               | Матчі | Голи |
| ------- | ----------- | --------- | ------------------ | ----- | ---- |
| 1984—85 | Аль-Ахлі    | Єгипет    | Прем'єр-ліга       | 2     | 0    |
| 1985—86 | Аль-Ахлі    | Єгипет    | Прем'єр-ліга       | 17    | 6    |
| 1986—87 | Аль-Ахлі    | Єгипет    | Прем'єр-ліга       | 18    | 4    |
| 1987—88 | Аль-Ахлі    | Єгипет    | Прем'єр-ліга       | 18    | 9    |
| 1988—89 | Аль-Ахлі    | Єгипет    | Прем'єр-ліга       | 18    | 10   |
| 1989—90 | Аль-Ахлі    | Єгипет    | Прем'єр-ліга       | 5     | 2    |
| 1990—91 | ПАОК        | Греція    | Альфа Етнікі       | 19    | 5    |
| 1991—92 | Ксамакс     | Швейцарія | Національна ліга А | 8     | 3    |
| 1992—93 | Аль-Ахлі    | Єгипет    | Прем'єр-ліга       | 25    | 15   |
| 1993—94 | Аль-Ахлі    | Єгипет    | Прем'єр-ліга       | 10    | 4    |
| 1994—95 | Аль-Ахлі    | Єгипет    | Прем'єр-ліга       | 18    | 7    |
| 1995—96 | Аль-Ахлі    | Єгипет    | Прем'єр-ліга       | 18    | 11   |
| 1996—97 | Аль-Ахлі    | Єгипет    | Прем'єр-ліга       | 26    | 14   |
| 1997—98 | Аль-Ахлі    | Єгипет    | Прем'єр-ліга       | 26    | 9    |
| 1998—99 | Аль-Ахлі    | Єгипет    | Прем'єр-ліга       | 24    | 15   |
| 1999—00 | Аль-Ахлі    | Єгипет    | Прем'єр-ліга       | 6     | 3    |
| 1999—00 | Аль-Айн     | ОАЕ       | Ліга ОАЕ           | 10    | 3    |
| 2000—01 | Замалек     | Єгипет    | Прем'єр-ліга       | 16    | 7    |
| 2001—02 | Замалек     | Єгипет    | Прем'єр-ліга       | 21    | 18   |
| 2002—03 | Замалек     | Єгипет    | Прем'єр-ліга       | 15    | 9    |
| 2003—04 | Замалек     | Єгипет    | Прем'єр-ліга       | 9     | 4    |
| 2004—05 | Аль-Масрі   | Єгипет    | Прем'єр-ліга       | 25    | 10   |
| 2005—06 | Аль-Масрі   | Єгипет    | Прем'єр-ліга       | 22    | 5    |
| 2006—07 | Терсана     | Єгипет    | Прем'єр-ліга       | 21    | 6    |
| 2007—08 | Ель-Іттіхад | Єгипет    | Прем'єр-ліга       | 5     | 0    |

### Статистика виступів за збірну
| Дата       | Місто          | Господарі          | Результат               | Гості             | Турнір                                      | Голи | Примітки |
| ---------- | -------------- | ------------------ | ----------------------- | ----------------- | ------------------------------------------- | ---- | -------- |
| 10-9-1985  | Осло           | Норвегія           | 3 – 0                   | Єгипет            | товариський матч                            | -    |          |
| 27-2-1986  | Каїр           | Єгипет             | 2 – 2                   | Румунія           | товариський матч                            | -    |          |
| 2-3-1986   | Асуан          | Єгипет             | 0 – 1                   | Румунія           | товариський матч                            | -    |          |
| 7-3-1986   | Каїр           | Єгипет             | 0 – 1                   | Сенегал           | Кубок африканських націй 1986 - 1-й етап    | -    |          |
| 17-4-1986  | Каїр           | Єгипет             | 6 – 0                   | Танзанія          | товариський матч                            | -    |          |
| 4-8-1987   | Найробі        | Кот-д'Івуар        | 1 – 2                   | Єгипет            | Африканські ігри 1987 - 1-й етап            | -    |          |
| 6-8-1987   | Найробі        | Єгипет             | 1 – 2                   | Малаві            | Африканські ігри 1987 - 1-й етап            | -    |          |
| 9-8-1987   | Найробі        | Камерун            | 1 – 1                   | Єгипет            | Африканські ігри 1987 - чвертьфінал         | -    |          |
| 12-8-1987  | Найробі        | Єгипет             | 1 – 0                   | Кенія             | Африканські ігри 1987 - півфінал            | -    |          |
| 7-11-1987  | Ель-Кувейт     | Кувейт             | 1 – 2                   | Єгипет            | товариський матч                            | -    |          |
| 3-2-1988   | Каїр           | Єгипет             | 1 – 0                   | Болгарія          | товариський матч                            | -    |          |
| 26-2-1988  | Абу-Дабі       | ОАЕ                | 1 – 1                   | Єгипет            | товариський матч                            | -    |          |
| 14-3-1988  | Касабланка     | Камерун            | 1 – 0                   | Єгипет            | Кубок африканських націй 1988 - 1-й етап    | -    |          |
| 17-3-1988  | Рабат          | Єгипет             | 3 – 0                   | Кенія             | Кубок африканських націй 1988 - 1-й етап    | -    |          |
| 20-3-1988  | Марракеш       | Нігерія            | 0 – 0                   | Єгипет            | Кубок африканських націй 1988 - 1-й етап    | -    |          |
| 13-7-1988  | Амман          | Єгипет             | 1 – 0                   | Туніс             | товариський матч                            | -    |          |
| 15-7-1988  | Амман          | Ліван              | 0 – 3                   | Єгипет            | товариський матч                            | 1    |          |
| 17-7-1988  | Амман          | Ірак               | 0 – 0                   | Єгипет            | товариський матч                            | -    |          |
| 19-7-1988  | Амман          | Сирія              | 0 – 0                   | Єгипет            | товариський матч                            | -    |          |
| 21-7-1988  | Амман          | Йорданія           | 0 – 2                   | Єгипет            | товариський матч                            | -    |          |
| 14-11-1988 | Ер-Ріяд        | Саудівська Аравія  | 0 – 0                   | Єгипет            | товариський матч                            | -    |          |
| 15-11-1988 | Ель-Кувейт     | Кувейт             | 2 – 2                   | Єгипет            | товариський матч                            | -    |          |
| 6-12-1988  | Касабланка     | Марокко            | 0 – 0                   | Єгипет            | товариський матч                            | -    |          |
| 13-2-1989  | Каїр           | Єгипет             | 0 – 4                   | НДР               | товариський матч                            | -    |          |
| 15-3-1989  | Туніс (місто)  | Туніс              | 0 – 0                   | Єгипет            | товариський матч                            | -    |          |
| 9-4-1989   | Аддис-Абеба    | Ефіопія            | 1 – 0                   | Єгипет            | Відбір до Кубка африканських націй 1990     | -    |          |
| 21-4-1989  | Каїр           | Єгипет             | 6 – 1                   | Ефіопія           | Відбір до Кубка африканських націй 1990     | 2    |          |
| 29-5-1989  | Каїр           | Єгипет             | 1 – 0                   | Туніс             | товариський матч                            | -    |          |
| 3-6-1989   | Каїр           | Єгипет             | 2 – 0                   | Чилі              | товариський матч                            | -    |          |
| 10-6-1989  | Найробі        | Кенія              | 0 – 0                   | Єгипет            | Відбір до ЧС 1990                           | -    |          |
| 25-6-1989  | Монровія       | Ліберія            | 1 – 0                   | Єгипет            | Відбір до ЧС 1990                           | -    |          |
| 16-7-1989  | Каїр           | Єгипет             | 2 – 0                   | Заїр              | Відбір до Кубка африканських націй 1990     | 1    |          |
| 30-7-1989  | Кіншаса        | Заїр               | 0 – 0                   | Єгипет            | Відбір до Кубка африканських націй 1990     | -    |          |
| 11-8-1989  | Каїр           | Єгипет             | 1 – 0                   | Малаві            | Відбір до ЧС 1990                           | -    |          |
| 26-8-1989  | Каїр           | Єгипет             | 2 – 0                   | Кенія             | Відбір до ЧС 1990                           | -    |          |
| 16-9-1989  | Сеул           | Південна Корея     | 0 – 1                   | Єгипет            | товариський матч                            | 1    |          |
| 25-9-1989  | Ель-Кувейт     | Кувейт             | 0 – 0                   | Єгипет            | товариський матч                            | -    |          |
| 8-10-1989  | Константіна    | Алжир              | 0 – 0                   | Єгипет            | Відбір до ЧС 1990                           | -    |          |
| 7-11-1989  | Туніс (місто)  | Туніс              | 0 – 4                   | Єгипет            | товариський матч                            | -    |          |
| 17-11-1989 | Каїр           | Єгипет             | 1 – 0                   | Алжир             | Відбір до ЧС 1990                           | 1    |          |
| 14-2-1990  | Каїр           | Єгипет             | 0 – 0                   | Данія             | товариський матч                            | -    |          |
| 18-2-1990  | Каїр           | Єгипет             | 0 – 0                   | Південна Корея    | товариський матч                            | -    |          |
| 28-2-1990  | Каїр           | Єгипет             | 0 – 0                   | Австрія           | товариський матч                            | -    |          |
| 28-3-1990  | Каїр           | Єгипет             | 1 – 3                   | Румунія           | товариський матч                            | -    |          |
| 4-4-1990   | Брно           | Чехословаччина     | 0 – 1                   | Єгипет            | товариський матч                            | -    |          |
| 11-4-1990  | Хемніц         | НДР                | 2 – 0                   | Єгипет            | товариський матч                            | -    |          |
| 16-5-1990  | Абердин        | Шотландія          | 1 – 3                   | Єгипет            | товариський матч                            | 1    |          |
| 21-5-1990  | Бухарест       | Румунія            | 1 – 0                   | Єгипет            | товариський матч                            | -    |          |
| 26-5-1990  | Каїр           | Єгипет             | 1 – 1                   | Колумбія          | товариський матч                            | 1    |          |
| 12-6-1990  | Палермо        | Нідерланди         | 1 – 1                   | Єгипет            | ЧС 1990 - 1-й етап                          | -    |          |
| 17-6-1990  | Палермо        | Єгипет             | 0 – 0                   | Ірландія          | ЧС 1990 - 1-й етап                          | -    |          |
| 22-6-1990  | Кальярі        | Англія             | 1 – 0                   | Єгипет            | ЧС 1990 - 1-й етап                          | -    |          |
| 17-8-1990  | Каїр           | Єгипет             | 2 – 0                   | Ефіопія           | Відбір до Кубка африканських націй 1992     | 1    |          |
| 2-9-1990   | Нджамена       | Чад                | 0 – 0                   | Єгипет            | Відбір до Кубка африканських націй 1992     | -    |          |
| 14-4-1991  | Туніс (місто)  | Туніс              | 2 – 2                   | Єгипет            | Відбір до Кубка африканських націй 1992     | -    |          |
| 7-6-1991   | Сеул           | Південна Корея     | 0 – 0                   | Єгипет            | товариський матч                            | -    |          |
| 9-6-1991   | Сеул           | Єгипет             | 5 – 2                   | Мальта            | товариський матч                            | 1    |          |
| 11-6-1991  | Сеул           | Єгипет             | 6 – 0                   | Індонезія         | товариський матч                            | 1    |          |
| 12-7-1991  | Каїр           | Єгипет             | 5 – 1                   | Чад               | Відбір до Кубка африканських націй 1992     | 1    |          |
| 26-7-1991  | Та-Калі        | Єгипет             | 2 – 2                   | Туніс             | Відбір до Кубка африканських націй 1992     | -    |          |
| 3-12-1991  | Каїр           | Єгипет             | 4 – 0                   | Польща            | товариський матч                            | -    |          |
| 5-12-1991  | Порт-Саїд      | Єгипет             | 0 – 0                   | Польща            | товариський матч                            | -    |          |
| 22-12-1991 | Каїр           | Єгипет             | 3 – 1                   | Румунія           | товариський матч                            | 1    |          |
| 24-12-1991 | Порт-Саїд      | Єгипет             | 1 – 1                   | Румунія           | товариський матч                            | -    |          |
| 4-1-1992   | Каїр           | Єгипет             | 2 – 0                   | Чехословаччина    | товариський матч                            | -    |          |
| 13-1-1992  | Зігіншор       | Замбія             | 1 – 0                   | Єгипет            | Кубок африканських націй 1992 - 1-й етап    | -    |          |
| 17-1-1992  | Зігіншор       | Єгипет             | 0 – 1                   | Гана              | Кубок африканських націй 1992 - 1-й етап    | -    |          |
| 19-7-1992  | Дуала          | Камерун            | 0 – 1                   | Єгипет            | товариський матч                            | -    |          |
| 22-7-1992  | Яунде          | Камерун            | 0 – 1                   | Єгипет            | товариський матч                            | 1    |          |
| 26-7-1992  | Абіджан        | Кот-д'Івуар        | 2 – 0                   | Єгипет            | товариський матч                            | -    |          |
| 15-8-1992  | Блантайр       | Малаві             | 1 – 0                   | Єгипет            | Відбір до ЧС 1994                           | -    |          |
| 11-10-1992 | Каїр           | Єгипет             | 1 – 0                   | Ангола            | Відбір до ЧС 1994                           | 1    |          |
| 25-10-1992 | Ломе           | Того               | 1 – 4                   | Єгипет            | Відбір до ЧС 1994                           | 2    |          |
| 8-11-1992  | Касабланка     | Марокко            | 0 – 0                   | Єгипет            | Відбір до ЧС 1994                           | -    |          |
| 20-11-1992 | Каїр           | Єгипет             | 1 – 1                   | Кувейт            | товариський матч                            | -    |          |
| 20-12-1992 | Хараре         | Зімбабве           | 2 – 1                   | Єгипет            | Відбір до ЧС 1994                           | -    |          |
| 18-1-1993  | Луанда         | Ангола             | 0 – 0                   | Єгипет            | Відбір до ЧС 1994                           | -    |          |
| 31-1-1993  | Каїр           | Єгипет             | 3 – 0                   | Того              | Відбір до ЧС 1994                           | 1    |          |
| 28-2-1993  | Порт-Саїд      | Єгипет             | 2 – 1                   | Зімбабве          | Відбір до ЧС 1994                           | 1    |          |
| 4-4-1993   | Каїр           | Єгипет             | 3 – 1                   | Кувейт            | товариський матч                            | -    |          |
| 10-4-1993  | Асуан          | Єгипет             | 4 – 2                   | Малі              | товариський матч                            | 1    |          |
| 15-4-1993  | Ліон           | Зімбабве           | 0 – 0                   | Єгипет            | Відбір до ЧС 1994                           | -    |          |
| 23-4-1993  | Александрія    | Єгипет             | 2 – 0                   | Малаві            | Відбір до ЧС 1994                           | -    |          |
| 5-11-1993  | Каїр           | Єгипет             | 3 – 0                   | Мальта            | товариський матч                            | 1    |          |
| 7-11-1993  | Туніс (місто)  | Туніс              | 2 – 0                   | Єгипет            | товариський матч                            | -    |          |
| 2-2-1994   | Шарджа (місто) | Єгипет             | 1 – 1                   | Марокко           | товариський матч                            | 1    |          |
| 4-2-1994   | Дубай (місто)  | Єгипет             | 1 – 0                   | Словаччина        | товариський матч                            | 1    |          |
| 6-2-1994   | Дубай (місто)  | ОАЕ                | 0 – 1                   | Єгипет            | товариський матч                            | 1    |          |
| 19-8-1994  | Каїр           | Єгипет             | 2 – 1                   | Малі              | товариський матч                            | 2    |          |
| 21-8-1994  | Порт-Саїд      | Єгипет             | 0 – 1                   | Малі              | товариський матч                            | -    |          |
| 23-8-1994  | Каїр           | Єгипет             | 2 – 0                   | Гана              | товариський матч                            | 2    |          |
| 14-10-1994 | Каїр           | Єгипет             | 5 – 1                   | Танзанія          | Відбір до Кубка африканських націй 1998     | 1    |          |
| 11-11-1994 | Асуан          | Єгипет             | 5 – 0                   | Ефіопія           | Відбір до Кубка африканських націй 1998     | 2    |          |
| 2-1-1995   | Радес          | Туніс              | 2 – 0                   | Єгипет            | товариський матч                            | -    |          |
| 8-1-1995   | Алжир (місто)  | Алжир              | 1 – 0                   | Єгипет            | Відбір до Кубка африканських націй 1998     | -    |          |
| 21-1-1995  | Кампала        | Уганда             | 0 – 0                   | Єгипет            | Відбір до Кубка африканських націй 1998     | -    |          |
| 7-4-1995   | Александрія    | Єгипет             | 3 – 1                   | Судан             | Відбір до Кубка африканських націй 1998     | -    |          |
| 22-3-1996  | Дубай (місто)  | Єгипет             | 0 – 0                   | ОАЕ               | товариський матч                            | -    |          |
| 25-3-1996  | Абу-Дабі       | Єгипет             | 1 – 1                   | Південна Корея    | товариський матч                            | -    |          |
| 6-10-1996  | Каїр           | Єгипет             | 2 – 1                   | Марокко           | Відбір до Кубка африканських націй 1998     | 1    |          |
| 8-11-1996  | Каїр           | Єгипет             | 7 – 1                   | Намібія           | Відбір до ЧС 1998                           | 2    |          |
| 5-1-1997   | Александрія    | Єгипет             | 2 – 0                   | Білорусь          | товариський матч                            | 1    |          |
| 12-1-1997  | Туніс (місто)  | Туніс              | 1 – 0                   | Єгипет            | Відбір до ЧС 1998                           | -    |          |
| 18-2-1997  | Ель-Кувейт     | Кувейт             | 2 – 0                   | Єгипет            | товариський матч                            | -    |          |
| 23-2-1997  | Аддис-Абеба    | Ефіопія            | 1 – 1                   | Єгипет            | Відбір до Кубка африканських націй 1998     | -    |          |
| 6-4-1997   | Аккра          | Ліберія            | 1 – 0                   | Єгипет            | Відбір до ЧС 1998                           | -    |          |
| 26-4-1997  | Віндгук        | Намібія            | 2 – 3                   | Єгипет            | Відбір до ЧС 1998                           | 2    |          |
| 8-6-1997   | Каїр           | Єгипет             | 0 – 0                   | Туніс             | Відбір до ЧС 1998                           | -    |          |
| 12-6-1997  | Сеул           | Південна Корея     | 3 – 1                   | Єгипет            | товариський матч                            | -    |          |
| 14-6-1997  | Сувон          | Югославія          | 0 – 0                   | Єгипет            | товариський матч                            | -    |          |
| 16-6-1997  | Сеул           | Гана               | 2 – 0                   | Єгипет            | товариський матч                            | -    |          |
| 21-6-1997  | Касабланка     | Марокко            | 0 – 1                   | Єгипет            | Відбір до Кубка африканських націй 1998     | -    |          |
| 27-7-1997  | Каїр           | Єгипет             | 8 – 1                   | Ефіопія           | Відбір до Кубка африканських націй 1998     | 1    |          |
| 17-8-1997  | Асуан          | Єгипет             | 5 – 0                   | Ліберія           | Відбір до ЧС 1998                           | -    |          |
| 3-12-1997  | Каїр           | Єгипет             | 3 – 2                   | Гана              | товариський матч                            | -    |          |
| 18-12-1997 | Асуан          | Єгипет             | 7 – 2                   | Того              | товариський матч                            | 2    |          |
| 20-12-1997 | Асуан          | Єгипет             | 1 – 2                   | Алжир             | товариський матч                            | -    |          |
| 22-12-1997 | Асуан          | Єгипет             | 2 – 0                   | Камерун           | товариський матч                            | -    |          |
| 24-12-1997 | Александрія    | Єгипет             | 1 – 2                   | Алжир             | товариський матч                            | -    |          |
| 25-1-1998  | Бангкок        | Єгипет             | 1 – 1                   | Таїланд           | товариський матч                            | -    |          |
| 27-1-1998  | Бангкок        | Єгипет             | 0 – 2                   | Південна Корея    | товариський матч                            | -    |          |
| 30-1-1998  | Бангкок        | Єгипет             | 1 – 1                   | Південна Корея    | товариський матч                            | 1    |          |
| 10-2-1998  | Бобо-Діуласо   | Єгипет             | 2 – 0                   | Мозамбік          | Кубок африканських націй 1998 - 1-й етап    | 2    |          |
| 13-2-1998  | Бобо-Діуласо   | Єгипет             | 4 – 0                   | Замбія            | Кубок африканських націй 1998 - 1-й етап    | 3    |          |
| 17-2-1998  | Уагадугу       | Марокко            | 1 – 0                   | Єгипет            | Кубок африканських націй 1998 - 1-й етап    | -    |          |
| 21-2-1998  | Уагадугу       | Кот-д'Івуар        | 0 – 0 д.ч. (4 – 5 п.п.) | Єгипет            | Кубок африканських націй 1998 - чвертьфінал | -    |          |
| 25-2-1998  | Бобо-Діуласо   | Єгипет             | 2 – 0                   | Буркіна-Фасо      | Кубок африканських націй 1998 - півфінал    | 2    |          |
| 28-2-1998  | Уагадугу       | ПАР                | 0 – 2                   | Єгипет            | Кубок африканських націй 1998 - Фінал       | -    |          |
| 16-9-1998  | Каїр           | Єгипет             | 0 – 0                   | Кот-д'Івуар       | товариський матч                            | -    |          |
| 23-9-1998  | Таллінн        | Естонія            | 2 – 2                   | Єгипет            | товариський матч                            | 1    |          |
| 29-9-1998  | Куманово       | Північна Македонія | 2 – 2                   | Єгипет            | товариський матч                            | 1    |          |
| 28-10-1998 | Осака          | Японія             | 1 – 0                   | Єгипет            | товариський матч                            | -    |          |
| 18-11-1998 | Осло           | Норвегія           | 1 – 1                   | Єгипет            | товариський матч                            | 1    |          |
| 16-12-1998 | Йоганнесбург   | ПАР                | 2 – 1                   | Єгипет            | товариський матч                            | 1    |          |
| 27-12-1998 | Ель-Кувейт     | Кувейт             | 1 – 1                   | Єгипет            | товариський матч                            | 1    |          |
| 16-2-1999  | Гонконг        | Єгипет             | 3 – 1                   | Болгарія          | товариський матч                            | 2    |          |
| 19-2-1999  | Гонконг        | Мексика            | 3 – 0                   | Єгипет            | товариський матч                            | -    |          |
| 30-3-1999  | Льєж           | Бельгія            | 0 – 1                   | Єгипет            | товариський матч                            | -    |          |
| 13-6-1999  | Сеул           | Хорватія           | 2 – 2                   | Єгипет            | товариський матч                            | 2    |          |
| 25-7-1999  | Ла-Пас         | Болівія            | 2 – 2                   | Єгипет            | Кубок Конфедерацій                          | -    |          |
| 15-11-1999 | Каїр           | Єгипет             | 1 – 0                   | Намібія           | товариський матч                            | -    |          |
| 4-1-2000   | Асуан          | Єгипет             | 2 – 1                   | Того              | товариський матч                            | -    |          |
| 6-1-2000   | Асуан          | Єгипет             | 4 – 0                   | Габон             | товариський матч                            | 1    |          |
| 19-1-2000  | Ломе           | Того               | 1 – 0                   | Єгипет            | товариський матч                            | -    |          |
| 23-1-2000  | Кано           | Єгипет             | 2 – 0                   | Замбія            | Кубок африканських націй 2000 - 1-й етап    | 1    |          |
| 28-1-2000  | Кано           | Сенегал            | 0 – 1                   | Єгипет            | Кубок африканських націй 2000 - 1-й етап    | 1    |          |
| 1-2-2000   | Кано           | Єгипет             | 4 – 2                   | Буркіна-Фасо      | Кубок африканських націй 2000 - 1-й етап    | 1    |          |
| 7-2-2000   | Кано           | Туніс              | 1 – 0                   | Єгипет            | Кубок африканських націй 2000 - чвертьфінал | -    |          |
| 20-4-2000  | Каїр           | Єгипет             | 2 – 0                   | Маврикій          | Відбір до ЧС 2002                           | -    |          |
| 7-6-2000   | Тегеран        | Іран               | 1 – 1 (7 – 8 п.п.)      | Єгипет            | товариський матч                            | 1    |          |
| 9-6-2000   | Сеул           | Південна Корея     | 1 – 0                   | Єгипет            | товариський матч                            | -    |          |
| 17-6-2000  | Каїр           | Єгипет             | 2 – 0                   | Гана              | товариський матч                            | -    |          |
| 9-7-2000   | Дакар          | Сенегал            | 0 – 0                   | Єгипет            | Відбір до ЧС 2002                           | -    |          |
| 25-8-2000  | Порт-Саїд      | Єгипет             | 2 – 1                   | Кенія             | товариський матч                            | 1    |          |
| 2-9-2000   | Александрія    | Єгипет             | 1 – 0                   | Кот-д'Івуар       | Відбір до ЧС 2002                           | -    |          |
| 2-10-2000  | Доха           | Катар              | 0 – 1                   | Єгипет            | товариський матч                            | -    |          |
| 8-10-2000  | Хартум         | Судан              | 0 – 1                   | Єгипет            | Відбір до ЧС 2002                           | 1    |          |
| 6-1-2001   | Каїр           | Єгипет             | 2 – 1                   | ОАЕ               | товариський матч                            | -    |          |
| 9-1-2001   | Каїр           | Єгипет             | 3 – 0                   | Замбія            | товариський матч                            | -    |          |
| 14-1-2001  | Порт-Саїд      | Єгипет             | 4 – 0                   | Лівія             | Відбір до ЧС 2002                           | -    |          |
| 17-1-2001  | Шанхай         | КНР                | 0 – 0 (1 – 3 п.п.)      | Єгипет            | товариський матч                            | -    |          |
| 23-1-2001  | Каїр           | Єгипет             | 1 – 0                   | Північна Корея    | товариський матч                            | -    |          |
| 28-1-2001  | Каїр           | Єгипет             | 0 – 0                   | Марокко           | Відбір до ЧС 2002                           | -    |          |
| 24-2-2001  | Віндгук        | Намібія            | 1 – 1                   | Єгипет            | Відбір до ЧС 2002                           | -    |          |
| 26-4-2001  | Каїр           | Єгипет             | 1 – 2                   | Південна Корея    | товариський матч                            | -    |          |
| 6-1-2002   | Каїр           | Єгипет             | 1 – 2                   | Малі              | товариський матч                            | -    |          |
| 31-1-2002  | Бамако         | Єгипет             | 2 – 1                   | Замбія            | Кубок африканських націй 2002 - 1-й етап    | -    |          |
| 4-2-2002   | Сікассо        | Камерун            | 1 – 0                   | Єгипет            | Кубок африканських націй 2002 - 1-й етап    | -    |          |
| 31-3-2004  | Каїр           | Єгипет             | 2 – 1                   | Тринідад і Тобаго | товариський матч                            | -    |          |
| 24-5-2004  | Каїр           | Єгипет             | 2 – 0                   | Зімбабве          | товариський матч                            | -    |          |
| 29-5-2004  | Асуан          | Єгипет             | 2 – 0                   | Габон             | товариський матч                            | 2    |          |
| 27-12-2005 | Каїр           | Єгипет             | 2 – 0                   | Уганда            | товариський матч                            | -    |          |
| 5-1-2006   | Александрія    | Єгипет             | 2 – 0                   | Зімбабве          | товариський матч                            | -    |          |
| 28-1-2006  | Каїр           | Єгипет             | 3 – 1                   | Кот-д'Івуар       | Кубок африканських націй 2006 - 1-й етап    | -    |          |
| 3-2-2006   | Каїр           | Єгипет             | 4 – 1                   | ДР Конго          | Кубок африканських націй 2006 - 1-й етап    | 1    |          |
| 7-2-2006   | Каїр           | Сенегал            | 1 – 2                   | Єгипет            | Кубок африканських націй 2006 - 1-й етап    | -    |          |
| Усього     |                | Матчів (2 місце)   | 176                     |                   | Голів (1 місце)                             | 67   |          |

## Нагороди та досягнення

### Клуб
- «Аль-Ахлі»
  - Єгипетська Прем'єр-ліга (11): 1984—85, 1985—86, 1986—87, 1988—89, 1993—94, 1994—95, 1995—96, 1996—97, 1997—98, 1998—99, 1999—00
  - Кубок Єгипту (4): 1984—85, 1988—89, 1992—93, 1995—96
  - Африканський кубок володарів кубків (4): 1983—84, 1984—85, 1985—86, 1992—93
  - Африканська ліга чемпіонів (1): 1986—87
  - Арабська ліга чемпіонів (1): 1995—96
  - Арабський кубок володарів кубків (1): 1993—94
  - Арабський суперкубок (2): 1997, 1998
  - Афроазійський кубок (1): 1988
- «Аль-Айн»
  - Футбольна ліга ОАЕ (1): 1999—00
- «Замалек»
  - Єгипетська Прем'єр-ліга (3): 2000–01, 2002–03, 2003–04
  - Кубок Єгипту (1): 2001—02
  - Суперкубок Єгипту (2): 2000—01, 2001—02
  - Арабська ліга чемпіонів (1): 2002—03
  - Африканська ліга чемпіонів (1): 2001—02
  - Африканський суперкубок (1): 2002
  - Саудівсько-Єгипетський суперкубок (1): 2003

### Збірна
- Збірна Єгипту з футболу
  - Кубок африканських націй (3): 1986, 1998, 2006
  - Всеафриканські ігри (1): 1987
  - Кубок арабських націй (1): 1992

### Індивідуальні
- Конфедерація африканського футболу — Найкращий футболіст Африки за останні 50 років (3-є місце).